# Kelibia
Kelibia este un oraș în Guvernoratul Nabeul, Tunisia.